# فرانک تیپلر
فرانک جنینگز تیپلر سوم (به انگلیسی: Frank Jennings Tipler III) (زاده ۱ فوریه ۱۹۴۷) دانشمند فیزیک ریاضی و کیهان‌شناس آمریکایی است.